# William Herbert (1er baron Powis)
Pour les articles homonymes, voir William Herbert et Herbert.
William Herbert, 1er baron Powis (c.1573  - 7 mars 1655 ) est un homme politique gallois qui siège à la Chambre des communes à divers moments entre 1597 et 1629.

## Biographie
Il est né au château de Powis, fils de sir Edward Herbert (vers 1542-15 mars 1595 ) et de son épouse Mary Stanley, fille de sir Thomas Stanley (en), sous-trésorier de la Monnaie royale ,. Ses grands-parents paternels sont William Herbert, 1er comte de Pembroke et Anne Parr, sœur de la reine Catherine Parr. Il est un neveu de Henry Herbert, 2e comte de Pembroke.
Il est le grand intendant d'Élisabeth Ire d'Angleterre. En 1597, il est élu député de Montgomeryshire. Il sert en tant que Custos Rotulorum de Montgomeryshire de 1602 à 1641. Après le couronnement de Jacques Ier en 1603, Herbert est nommé Chevalier du Bain ,. En 1604, il est à nouveau élu député du Montgomeryshire. Il est nommé haut-shérif de Montgomeryshire en 1613. En 1614, il est réélu député de Montgomeryshire et réélu en 1624, 1625, 1626 et 1628. Il est créé baron Powis (nouvelle création) du Château de Powis le 2 avril 1629.

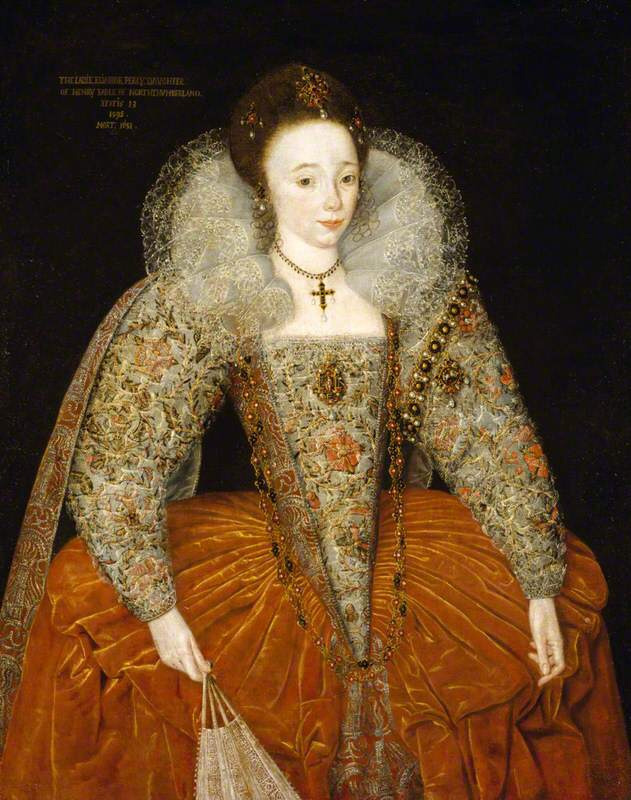
Lady Eleanor Percy en 1595, à 13 ans.

Avant 1600, Lord Powis épouse Lady Eleanor Percy, troisième fille de Henry Percy, 8e comte de Northumberland et de son épouse, Katherine Neville ,. Ils ont plusieurs enfants dont :
- Percy Herbert, 2e baron Powis [1],[2]
- Katherine Herbert, qui épouse d'abord Sir Robert Vaughan, de Llwydiarth, et ensuite Sir James Palmer. Par son deuxième mari, elle est la mère de Roger Palmer, 1er comte de Castlemaine
- Lucy Herbert, qui épouse au début de 1633 William Habington (ou Abington) de Hinlop [4].

Son fils Percy Herbert lui succède. Il est enterré à l'église St. Mary's à Hendon, dans le Middlesex, à Londres .
Herbert est une des personnes possibles pour "MWH", le dédicataire des sonnets de Shakespeare.